# 보르두리아

보르두리아의 현재 국기

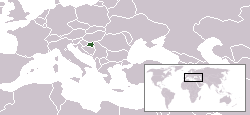
보르두리아가 위치한 지도

보르두리아(Borduria)는 땡땡의 모험에 등장하는, 동유럽에 자리한 가상의 국가이다.
보르두리아는 1195년부터 1275년까지 실다비아를 점령했었으나 오토카 4세가 실다비아를 독립시킨 후 두 나라는 서로 적대적인 관계를 유지하고 있다.
보르두리아는 파시스트 정권에 의해 통치되고 있으며 실다비아를 병합하기 위해 부단히 음모를 꾸민다. 에르제는 당시 나치 독일에서 이 나라의 모델을 가져왔다.

이전의 국기

이전의 국기

이전의 국기

이전의 국기